# Dracó (músic)
Dracó (en llatí Dracon, en grec antic Δράκων) fou un músic grec atenenc que va ser deixeble de Damó. Va ser l'instructor de Plató en música. L'esmenten Plutarc i Olimpiòdor (Plutarc Περί μουσικής, De musica. 17; Olimpiòdor Βίος Πλάτωνος Vita Platonis).